# Nègre à crinière
Tête de Maure de Schmalkalden
Le Nègre à crinière, renommé Tête de Maure de Schmalkalden au début du XXIe siècle (en allemand Schmalkaldener Mohrenkopf), est une race de pigeon domestique originaire d'Allemagne. C'est un pigeon de structure élevé comme oiseau d'ornement et d'exposition.

## Historique
La race est créée à la fin du XIXe siècle dans la région de Thuringe, issue de croisement entre un Capucin et un Tête de Maure. Elle se fait vraiment connaître dans les années 1890. Dans un premier temps, l'Allemagne la classe dans la catégorie des pigeons de couleur et seule la couleur noire est reconnue par le standard de la race. Ce classement est dû à la crinière peu développée et à l'absence de plumes sur les pattes.
La race arrive en France au tout début du XXe siècle mais reste assez rare. Avec l'amélioration des sélections, la crinière se développe et l'emplumage des pattes apparaît. Elle est finalement classée dans la catégorie « pigeon de structure »,.
À la fin des années 2010, elle est officiellement renommée Tête de Maure de Schmalkalden, nom tiré de la traduction de son nom allemand.

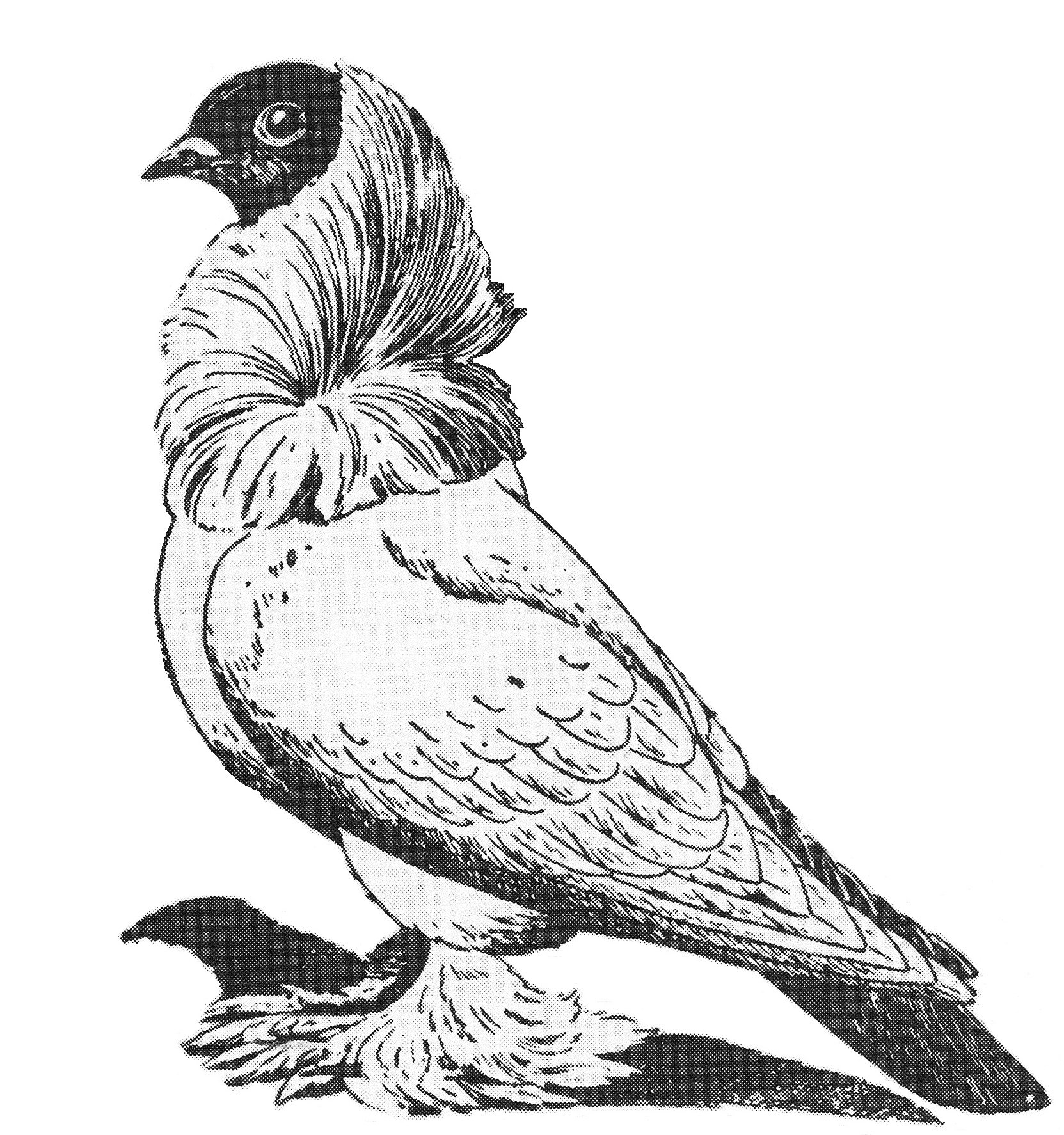
Illustration d'un Nègre à crinière (1922).

## Description
C'est un pigeon dont le corps a une forme proche de celle du Biset. Il a une crinière blanche avec la tête, le cou et la queue noirs, d'où son nom. Ses pattes sont très emplumées. D'autres couleurs existent dès les années 1930 mais elles ne sont acceptées qu'à partir de 1986 et seulement pour un nombre limité (bleue, rouge et jaune).

## Élevage
C'est une race féconde au caractère vif et sauvage, élevée pour les expositions. Elle est aussi « timide » lorsqu'elle est en contact avec d'autres pigeons, bien que le mâle puisse être bagarreur, il vaut mieux éviter d'élever ces oiseaux avec d'autres races dans la même volière. La race est résistante aux maladies sauf aux maladies respiratoires. Les longues plumes des pattes peuvent le gêner et lui donne une démarche un peu gauche.
La race est exportée dans toute l'Europe et en Amérique du Nord mais elle reste rare ; même en Allemagne, il peut être difficile de s'en procurer. La raison de sa rareté est que peu d'éleveurs sont attirés par celle-ci. La race combine plusieurs inconvénients qui les découragent : ils peuvent être de mauvais parents, les jeunes doivent alors être confiés à un couple adoptif ; son caractère qui impose de le garder séparer d'autres races ; et obtenir le bon plumage (couleur et marque), en effet le pourcentage d'obtenir des oiseaux avec des défauts est assez élevé.